# YAP1
A YAP1 (yes-associated protein 1), más néven YAP vagy YAP65 egy fehérje, mely transzkripció-koregulátorként működik, mely a sejtproliferációban szerepet játszó gének transzkripcióját segíti, az apoptózis génjeit szupresszálja. A YAP1 a szervméretet, regenerációt és tumorgenezist szabályzó Hippo-szignálútvonal egyik komponense. A YAP1-et először a Yes1 és Src tirozinkinázok SH3 doménjével való asszociációs képessége révén azonosították. A YAP1 onkogén, mely bizonyos humán rákokban felerősödik.

## Szerkezete

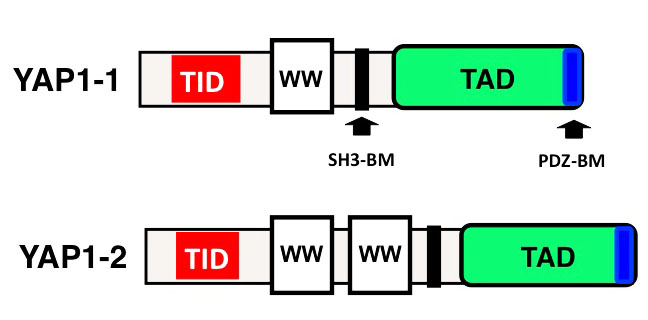
YAP1-izoformák szerkezete

A YAP1 gén másolása megkönnyítette a WW domén, egy moduláris fehérjedomén azonosítását. A YAP1 génnek két splicingizoformáját azonosították, a YAP1-1-et és a YAP1-2-t, melyek a WW domént tartalmazó 38 aminosav jelenlétében tértek el. A WW doménen kívül a YAP1 moduláris szerkezete prolinban gazdag régiót tartalmaz az N-terminushoz közel, melyet TID (TEAD transzkripciós faktorral kölcsönható domén) követ. Ezután az egy (YAP1-1 izoforma), illetve két (YAP1-2 izoforma) WW domén után van az SH3-BM (Src 3-as homológjához kötő motívum). Ezután egy TAD (transzaktivációs domén) és egy PDZ doménhez kötődő motívum található.

## Funkció
A YAP1 transzkripciós koaktivátor, proliferációs és onkogén aktivitását a TEAD transzkripciósfaktor-családdal való asszociációja okozza, mely erősíti a sejtnövekedést támogató géneket, és gátolja az apoptózist. A YAP1 számos más funkciós partnerét azonosították, például a RUNX-ot. SMAD fehérjéket, p73-at, ErbB4-et, TPS3BP2-t, LATS1/2-t, PTPN14-et, AMOT-okat, és a ZO1/2-t. A YAP1 és közeli paralógja, a TAZ (WWTR1) a Hippo-tumorszupresszor-útvonal fő effektorai. Az útvonal aktiválásakor a YAP1 és a TAZ egyik szerinje foszforilálódik, és a citoplazmába helyezik 14-3-3 fehérjék. Ha a Hippo-útvonal nem aktiválódik, a YAP1/TAZ a sejtmagba lép, és a génexpressziót szabályozzák.
Számos gént szabályoz a YAP1, például a Birc2-t, a Birc5-öt, a kötőszövet-növekedési faktort (CTGF), az amfiregulint (AREG), a Cyr61-et, a Hoxa1-et és a Hoxc13-at.
A YAP/TAZ ezenkívül a mechanotranszdukciót a Hippo-szignálútvonaltól függetlenül szabályzó feszültségi faktorokként is működnek.
Mivel a YAP és a TAZ transzkripciós koaktivátorok, nincs DNS-kötő doménjük. Ehelyett a sejtmagban a szekvenciaspecifikus TEAD1–4 transzkripciós faktorokkal szabályozzák a génexpressziót, melyek a Hippo-útvonal fő transzkripciós kimenetét közvetítik. A YAP/TAZ- és a TEAD-interakció a TEAD/VGLL4-interakciót kompetitíven gátolja és aktívan felbontja, mely transzkripciós represszorként működik. YAP-túlexpresszióval rendelkező egérmodellekben a TEAD-célgénexpresszió erősödése a sejtek megnövekedett tágulásához és szövettúlnövekedéshez vezetett.

## Szabályozás

### Biokémiai

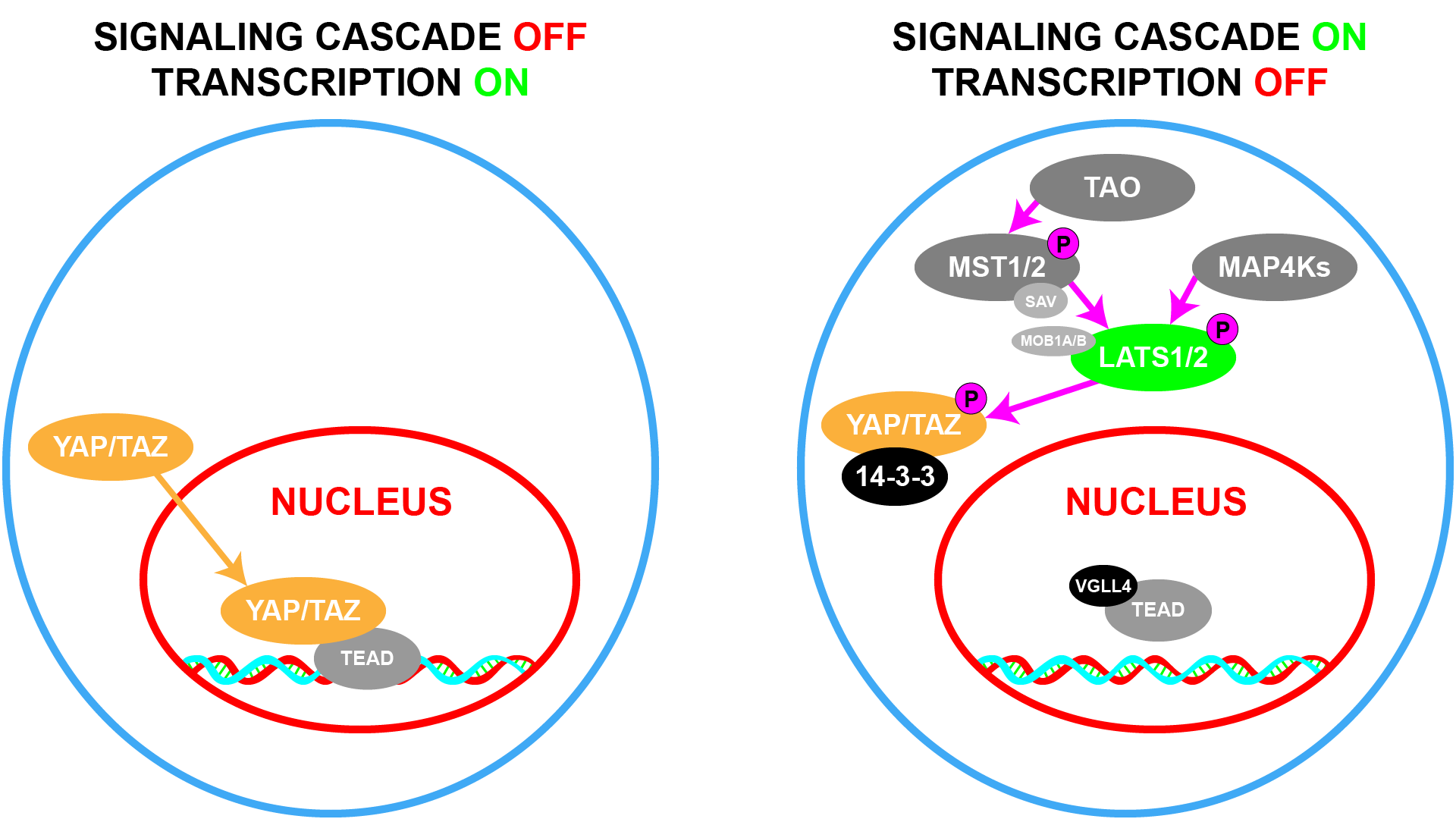
Baloldalt a szignálútvonal inaktív, így a YAP a transzkripcióhoz a sejtmagon lokalizálódik. Jobboldalt a szignálútvonal miatt a YAP a citoplazmán lokalizálódik, így nem történik transzkripció.

Biokémiai szinten a YAP a Hippo-szignálútvonal része, amely szabályozza, és ahol egy kinázkaszkád az „inaktivációját” eredményezi a TAZ-éval együtt. E szignálkaszkádban a TAO-kinázok foszforilálják a Ste20-szerű kinázokat, az MST1/2-t az aktivációs ciklusuknál (MST1: Thr183, MST2: Thr180). Az aktív MST1/2 foszforilálják a SAV1-et és a MOB1A/B-t, melyek a LATS1/2 felismerését és foszforilációját segítő kötőfehérjék. A LATS1/2-t foszforilálhatja ezenkívül két MAP4K-csoport is. A LATS1/2 ezután foszforilálja a YAP és TAZ fehérjéket, ezért azok a 14-3-3-hoz kötődnek, a YAP és TAZ citoplazmába kerülését okozva. Az útvonal aktivációjának következménye a YAP/TAZ sejtmagba lépésének csökkenése.

### Mechanotranszduktív
Ezenkívül a YAP-ot mechanikailag is szabályozza például a sejten kívüli mátrix (ECM) ridegsége, a deformáció, a nyírófeszültség, az adhéziós terület, valamint a sejtvázintegritáson alapuló folyamatok. E mechanikai lokalizációs jelenségek feltehetően a maglapulás okozta pórusméret-változás, a mechanoszenzitív magmembráni ioncsatornák, a mechanikai fehérjestabilitás vagy számos más tényező következményei. E mechanikai tényezőket bizonyos ráksejtek okának is tartják a mag lágyulása és a magasabb ECM-ridegség miatt. Ez alapján a ráksejtek maglágyulása a magok lapulását is segítheti erőhatásra, YAP-lokalizációt okozva, mely a túlexpressziót és a ráksejtek megnövekedett proliferációját is magyarázhatja. Ezenkívül a tumorokban a megnövekedett integrinszignál miatt gyakori nagyobb ECM-ridegségű fenotípus lapíthatja a sejtet és a sejtmagot, mely szintén magasabb magi YAP-lokalizációt okozhat. Hasonlóan ennek ellentétje bizonyos okok, például a lamin A túlexpressziója miatt csökkenti a YAP magi lokalizációját.

## Klinikai jelentősége

### Rák
A YAP/TAZ-mediált transzkripciós aktivitás nem megfelelő szabályozása a nem megfelelő sejtnövekedés része, és a YAP- és TAZ-hiperaktiváció számos rákban megfigyelhető. Így a YAP1 a rákkezelés célpontja lehet.
Bár a YAP-ot protoonkogénként tartják számon, tumorszupresszorként is működhet sejttől függően.

### Gyógyszercélpontként
A YAP1 onkogén új rákgyógyszerek célpontja lehet. Kis molekulák is ismertek, melyek a YAP1-TEAD komplexet zavarják, vagy a WW-domének kötőfunkcióját akadályozzák meg. E kis molekulák fontos vegyületek lehetnek a rákbetegek terápiájának fejlesztésére, akik túlexpresszált vagy túl sok YAP onkogénnel rendelkeznek.

### Idegvédelem
A Hippo/YAP idegvédő hatásokkal is rendelkezhet a vér–agy gát átlépésének megakadályozásával agyi ischaemiás–reperfúziós sérülés után.

### Mutációk
A YAP1 gén heterozigóta funkcióvesztéses mutációit találták két családban jelentős szembeli eltérésekkel a szemen kívüli eltérésekkel és azok nélkül is, mint amilyenek a hallásvesztés, a bevágott ajkak, az értelmi eltérések és a vesebetegségek.

## Fordítás
Ez a szócikk részben vagy egészben  a   YAP1 című angol Wikipédia-szócikk ezen változatának fordításán alapul.  Az eredeti cikk szerkesztőit annak laptörténete sorolja fel. Ez a jelzés csupán a megfogalmazás eredetét és a szerzői jogokat jelzi, nem szolgál a cikkben szereplő információk forrásmegjelöléseként.